# Гречехан (Новоидинское сельское поселение)
Гречехан (бур. Гэр Yшөөһэн) — деревня в Боханском районе Иркутской области России. Входит в состав Новоидинского муниципального образования.

## География
Деревня находится на расстоянии примерно 16 км к западу от посёлка Бохан, административного центра района.

## Население
| 2002 | 2010 | 2011 | 2012 |
| ---- | ---- | ---- | ---- |
| 139  | ↘124 | →124 | ↘120 |

### Половой состав
По данным Всероссийской переписи, в 2010 году в деревне проживали 124 человека (58 мужчин и 66 женщин).